# Màrqueting digital integrat

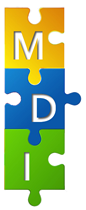
integra exclusivament tots els canals de difusió i comercialització

El màrqueting digital integrat (MDI) és una concepció del màrqueting que defensa la necessitat d'unificar i integrar tots els canals de comunicació per oferir una experiència de marca coherent per al consumidor. Aquesta consistència no es refereix, ni de bon tros, al fet que calgui llançar el mateix anunci en tots els canals, es refereix al fet que tots els canals han de reforçar un missatge comú, contribuint a generar una sola història de marca. No hi ha un únic aspecte que defineixi totalment l'èxit o el fracàs d'una campanya de màrqueting integrat i no existeix cap fórmula màgica. Fer màrqueting integrat pot ser molt més difícil del que sembla. Un pla de màrqueting integrat, consta de diverses etapes diferenciades que convé seguir perquè la nostra campanya optimitzi els seus resultats. La primera etapa del pla de màrqueting integrat, passaria per realitzar el tradicional anàlisi de mercat en el qual estudiarem el nostre públic objectiu: 
- Sabem qui són els nostres clients?, Què els agrada?, Quina és la percepció que tenen respecte als nostres productes?, on volem arribar?.

Contestant les preguntes anteriors, determinarem com està posicionada la nostra marca i la percepció que els usuaris tenen sobre aquesta. Amb la meta fixada, l'equip de màrqueting podrà preparar una estratègia global per aconseguir el nostre objectiu. El propòsit de l'estratègia de comunicació, no és un altre que fer un missatge alineat amb els valors que desitgem transmetre. Cal no oblidar en el màrqueting integrat que la coherència ens condueix a l'eficàcia. Ara toca el moment de posar el pla de màrqueting integrat en acció. El missatge ha d'adaptar-se a la situació i necessitats de cada moment. Per exemple, al Nadal moltes marques volen transmetre un missatge familiar i nadalenc però tan aviat com finalitza aquesta campanya és necessari canviar el missatge. No n'hi ha prou que els diferents canals de comunicació llancin un missatge integrat, cada departament de l'empresa ha d'estar vinculat amb els valors i principis que desitgem transmetre. Per tant, és bo que tots els empleats que tinguin un contacte directe amb els clients (comercials, venedors, servei al client, suport tècnic, etc.) transmetin els mateixos valors.

## MÀRQUETING 1.0
Objectius
Vendes
Eines
revolució industrial
Visió dels consumidors
Compradors massius amb necessitats
Concepte Clau
Desenvolupament del producte
Proposta de Valor 
Funcionalitats
Estratègia de Màrqueting
Especificació del producte

## MÀRQUETING 2.0
Objectius
Satisfer i retenir al consumidor
Eines
Tecnologia de la informació
Visió dels consumidors
Consumidor intel·ligent i de necessitats específiques
Concepte Clau
Diferenciació
Proposta de Valor
Funcional i emotiva
Estratègia de Màrqueting
Posicionament corporatiu i de producte

## MÀRQUETING 3.0[2]
Objectius
Satisfer necessitats amb base a consciència social i mediambiental
Eines 
Tecnologia new wave (ordinadors, mòbils, internet i social-media)
Visió dels consumidors
Ésser humà complet amb necessitats complexes
Concepte clau
Valors
Proposta de valor
Funcional, emocional i consciència per fer la revolució del màrqueting amb un canvi total utilitzant el posicionament web
Estratègia de màrqueting
Missió, visió i valors
El màrqueting digital integrat ha sofert una autèntica revolució en l'última dècada. En un món cada vegada més connectat per les noves tecnologies (TIC), les empreses s'han vist obligades a desenvolupar campanyes en múltiples canals de comunicació tant off line com on line. És molt important integrar els canals de comunicació tradicionals amb els que permeten les noves tecnologies com la digital. Cada vegada són més els mitjans des dels quals rebem missatges publicitaris tals com: Televisió, emissores de ràdio, diaris, banners, e-mail màrqueting, etc. El resultat és que amb tantes fonts creix exponencialment la probabilitat que el consumidor percebi un missatge fragmentat sobre la nostra marca.